# Giuseppe Sartori
Giuseppe Sartori (Venezia, 1863 – Padova, 1922) è stato un pittore italiano.

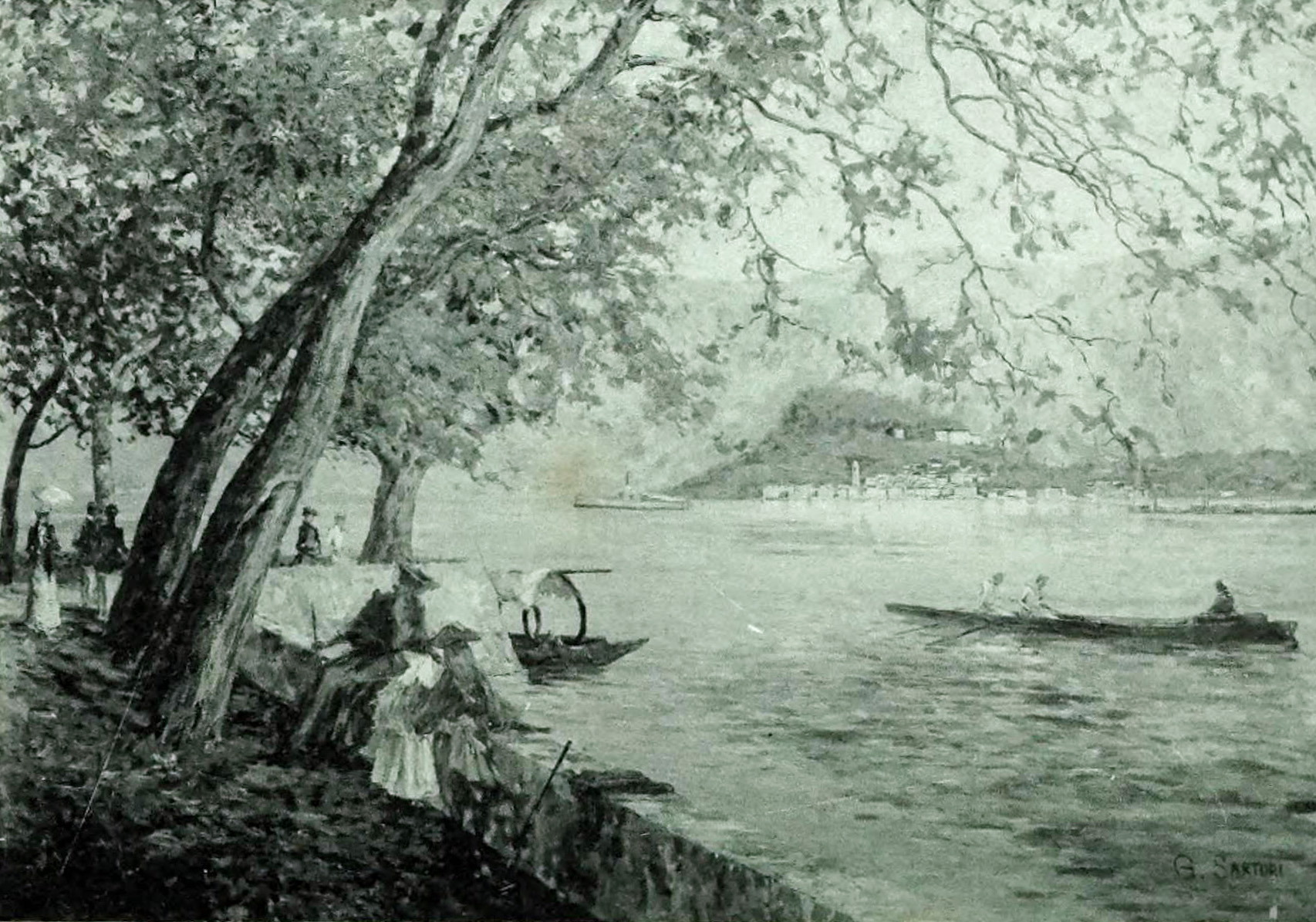
Fra Cadenabbia e Tremezzo

Nel 1883, a Milano, espone uno Studio dal vero e Un'impressione a Lonigo. Invia frequentemente dipinti alle Mostre di Belle Arti di Torino: nel 1884: Tra le aivole; Sui colli; Campagna squallida; Schizzi d'album; Ave Maria (miniatura) e Beverie . Nel 1886 a Milano espone: Scogliera di Nervi; Stazione pescareccio e Tempo minaccioso. L'anno successivo, a Venezia: Invalidi del mare; Miseria sfarzosa; Dalle zattere, Giudecca e Venezia rossa . Nel 1888 a Bologna espone: Sera dalle zattere. Dipinse alcuni soggetti storici: La galera d'Oufrè Giustinian annuncia a Venezia la Vittoria a Lepanto.